# Ordine della Lealtà alla Corona di Malaysia
L'ordine della lealtà alla Corona di Malaysia è un ordine cavalleresco della Malaysia.
Venne fondato il 15 aprile 1966 per premiare quanti avessero conseguito grandi meriti nei confronti della patria.

## Classi
L'ordine dispone delle seguenti classi di benemerenza:
- gran commendatore (Seri Setia Mahkota Malaysia). Quanti ottengano questo rango hanno il diritto di poter disporre del titolo di tun (corrispondente all'inglese "sir") e per le loro mogli del titolo di toh puan ("dama")
- commendatore (Panglima Setia Mahkota). Quanti ottengano questo rango hanno il diritto di poter disporre del titolo di tan sri ("eccellenza")
- compagno (Johan Setia Mahkota).

| Nastri   |              |                   |
| Compagno | Commendatore | Gran Commendatore |

## Insegne
- La medaglia dell'ordine è costituita da una stella raggiante d'argento a 14 punte al centro della quale si trova un medaglione smaltato di rosso con impressa una corona regale coperta in argento. Attorno al medaglione si trova un anello smaltato di bianco ed uno smaltato di blu.
- La stella riprende le medesime decorazioni della medaglia.
- Il nastro è blu con una striscia rossa per parte per le classi di compagno e gran commendatore; mentre per la classe di commendatore il nastro è blu con una striscia rossa per parte con al centro una striscia rossa circondata da due sottili strisce rosse.